# 8wor-ui Christmas
8wor-ui Christmas (8월의 크리스마스?) è un film drammatico, diretto da Hur Jin-ho e uscito nel 1998.

## Trama
Jung-won, un fotografo, fa amicizia con una ragazza, controllore dei parcheggi. Tuttavia, la relazione tra i due non trova possibilità di intimità. Jung-won scopre di soffrire di una malattia sconosciuta e deve fare i conti col fatto che presto morirà. Si propone di continuare a vivere come ha sempre fatto, incontrando amici e spendendo il resto dei suoi giorni con la sua famiglia nella piccola cittadina dove ha vissuto per venti anni.